# Norðurstreymoy
Norðurstreymoy (da: Nordre Strømø) er en region, og tidligere valgkreds (valdømi) ved lagtingsvalg, på Færøerne. Valgkredsen Norðurstreymoy omfattede de nordlige dele af hovedøen Streymoy fra Kollafjørður og nordover, og var derfor en af de mindre valgkredse i folketal, med to lagtingsmedlemmer at vælge i 2004. Ordningen med valgkredse blev afskaffet i 2008. Kommuner i Norðurstreymoy er Vestmanna, Kvívík og Sundini, mens bygderne ved Kollafjørður er en del af Tórshavn. Norðurstreymoy som geografisk enhed bruges indenfor offentlig administration, f.eks. omfatter enhed 7 indenfor børneværnet områderne Norðurstreymoy, Vágar og Sundalagið. Selv om Færøerne nu er et valgdistrikt, så har de fleste politiske partier stadig lokale afdelinger, f.eks. i Norðurstreymoy. Norðurstreymoy blev i 2000 forbundet med øen Vágar med en undersøisk tunnel, Vágartunnelen, som starter ved i nærheden af bygderne Leynar og Kvívík.